# Karol Małcużyński

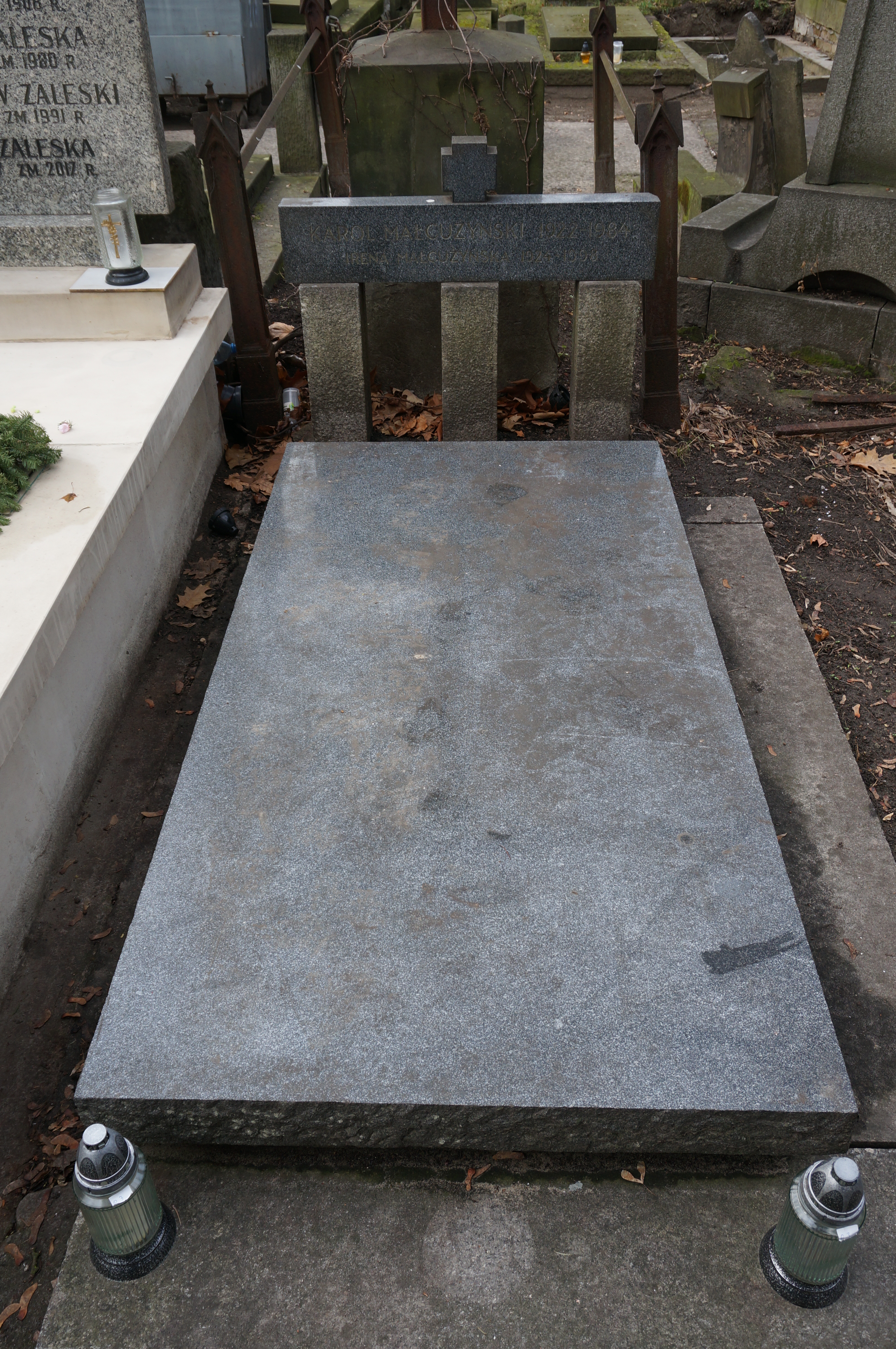
Grób Karola Małcużyńskiego na cmentarzu Powązkowskim w Warszawie

Karol Małcużyński (ur. 20 czerwca 1922 w Warszawie, zm. 13 czerwca 1984 tamże) – polski dziennikarz i publicysta, bezpartyjny poseł na Sejm PRL VII i VIII kadencji.

## Życiorys
Syn Witolda Małcużyńskiego (dyrektora warszawskiej giełdy), brat Witolda (pianisty) i Teresy Marii (1915–2001, żony Władysława Minkiewicza – tłumacza). Posiadał wykształcenie wyższe niepełne. Korespondent na procesach norymberskich zbrodniarzy hitlerowskich. Od 1946 do 1948 był korespondentem „Robotnika” w Paryżu. Od 1949 publikował w „Trybunie Ludu”. W latach 50. XX wieku redagował teksty dla Polskiej Kroniki Filmowej, od 1956 do 1960 był też radcą prasowym polskiej ambasady w Londynie. W latach 70. prowadził popularny telewizyjny program publicystyczny Monitor. Od 1971 był również prezesem ZAiKS. W 1974 wybrany w skład Zarządu Głównego Towarzystwa Przyjaźni Polsko-Radzieckiej. 
Od 1976 do końca życia pełnił mandat poselski w Sejmie VII i VIII kadencji. W 1982 wstrzymał się od głosu przy głosowaniu w Sejmie nad ustawą o szczególnej regulacji prawnej w okresie stanu wojennego. Później miał słynne wystąpienie krytykujące chwalenie stanu wojennego przez innych posłów.
W 1949 wraz z Bronisławem Wiernikiem napisał książkę Józef Pehm-Mindszenty – szpieg w kardynalskiej purpurze, w której udowadniał, że kardynał József Mindszenty był faszystą, szpiegiem i handlarzem walutą, w związku z czym został skazany przez węgierski Trybunał Ludowy. Autor kilkunastu książek i prac publicystycznych.
Był pierwowzorem Krzysztofa Glebowicza, bohatera powieści Ludzie w akwarium Stefana Kisielewskiego.
Mąż Ireny z domu Szymkiewicz (1924–1998, po wojnie lekarza psychiatry), z którą miał córkę Magdę oraz syna Karola, również dziennikarza.
Zmarł w Warszawie, pochowany na cmentarzu Powązkowskim (kwatera 171-5-24).

## Publikacje
- Józef Pehm-Mindszenty, szpieg w kardynalskiej purpurze[8]
- Norymberga Niemcy 1946[9]
- Oskarżeni nie przyznają się do winy[10]
- Szkice warszawskie[11]
- Zanim zapłonęła Warszawa: Fakty i dokumenty o Powstaniu Warszawskim[12]

## Ordery i odznaczenia
- Krzyż Komandorski z Gwiazdą Orderu Odrodzenia Polski[13]
- Order Sztandaru Pracy II klasy (1964)[14]
- Złoty Krzyż Zasługi
- Medal 30-lecia Polski Ludowej[15]
- Medal 10-lecia Polski Ludowej (15 stycznia 1955)[16]
- Komandor Orderu Infanta Henryka (1976)[17]

## Nagrody
- Państwowa Nagroda Artystyczna II stopnia (zespołowa) w dziale kinematografii za film dokumantalny Szeroka droga (1950)[18]
- Nagroda Państwowa III stopnia za współautorstwo scenariusza (razem z Ludwikiem Perskim i Stanisławem Jankowskim) filmu dokumentalnego Warszawa (1953)[19]
- Nagroda Komitetu ds. Radia i Telewizji za całokształt pracy publicystycznej w TVP (1963)[20]
- Nagroda Ministra Obrony Narodowej III stopnia (1964)
- Złoty Ekran dla najwybitniejszej indywidualności telewizyjnej w 1965 roku (1966)[19]
- Nagroda Ministra Obrony Narodowej II stopnia (1968)
- Nagroda Ministra Obrony Narodowej I stopnia (1969)
- Nagroda Ministra Obrony Narodowej (1975)

Źródło:.